# Сборная Великобритании по регби-7
Сборная Великобритании по регби-7 (англ. Great Britain national rugby sevens team) — национальная сборная, которая представляет Великобританию на турнирах по регби-7 в рамках летних Олимпийских игр. Созывалась в 2001 и 2005 годах для участия во Всемирных играх, после включения регби-7 в олимпийскую программу дебютировала в Рио-де-Жанейро в 2016 году и дошла до финала, проиграв сборной Фиджи. За сборную имеют право играть регбисты, прежде выступавшие за команды Англии, Уэльса и Шотландии.

## Образование
Регби в качестве нового вида спорта был включён в программу летних Олимпийских игр в 2009 году, однако не было ясно, на каких основаниях в турнире может принять участие Великобритания. В международных соревнованиях по регби-7 отдельно выступают сборные Англии, Уэльса и Шотландии — частей Великобритании. Изначально предполагалось, что Великобритания получит право на участие в Олимпиаде в случае успешного прохождения квалификации хотя бы одной из этих сборных, однако Международный олимпийский комитет и Международный совет регби заблокировали инициативу и поставили свои условия: Великобритания может выбрать только одну сборную, которая должна завершить успешно квалификацию для допуска Великобритании на Олимпиаду. Считалось, что Великобритания, заявляющая три команды, будет пользоваться необоснованным преимуществом по сравнению с другими странами.
Регбийные союзы частей Великобритании приняли решение доверить Англии миссию по прохождению квалификации на Олимпиаду в Рио-де-Жанейро и допуску Великобритании, поскольку только Регбийный союз Англии считался в Великобритании единственной федерацией, способной обеспечить подготовку команды по регби-7. Итогом работы стало 4-е место сборной Англии в Мировой серии сезона 2014/2015, что и вывело Великобританию на Олимпиаду в Рио-де-Жанейро.

## Право выступления
В сборную Великобритании имели право быть вызваны только регбисты сборных Англии, Уэльса и Шотландии — примерно по такому же принципу, по какому в регби-15 комплектовалась британская сборная команда, известная как «Британские и ирландские львы». Британская олимпийская ассоциация спорила с Ирландским регбийным союзом по поводу того, имеют ли право североирландские регбисты выступать за сборную Великобритании: ирландцы настаивали на том, что поскольку регби в Ирландии является номинально «всеирландским», то североирландцы могут представлять Республику Ирландия. В итоге был достигнут компромисс: североирландские регбисты (в том числе игроки «Ольстера») могут добиться смены спортивного гражданства по своему желанию, и особенно в случае невыхода Ирландии на Олимпиаду.

## Достижения

### Всемирные игры
| Акита 2001    | Четвертьфинал     | 7              | 5              | 1              | 4              | 0              |
| Дуйсбург 2005 | Матч за 3-е место | 4              | 5              | 2              | 3              | 0              |
| Гаосюн 2009   | Не участвовали    | Не участвовали | Не участвовали | Не участвовали | Не участвовали | Не участвовали |
| Кали 2013     | Не участвовали    | Не участвовали | Не участвовали | Не участвовали | Не участвовали | Не участвовали |
| Итого         | 0 побед           | 2/4            | 10             | 3              | 7              | 0              |

### Летние Олимпийские игры
Первой и пока единственной наградой Великобритании является серебряная медаль Олимпиады в Рио-де-Жанейро: для британцев особую ценность медали придаёт тот факт, что сборную впервые собрали всего за 10 недель до турнира, только 30 мая.
| 2016  | Финалисты | 2-е | 6 | 5 | 1 | 0 |
| 2020  | 4-е       | 4-е | 2 | 2 | 0 | 0 |
| Итого | Финалисты | 2/2 | 8 | 7 | 1 | 0 |

| Выступления на играх | Выступления на играх | Выступления на играх                | Выступления на играх |
| -------------------- | -------------------- | ----------------------------------- | -------------------- |
| 2016                 | Групповой этап       | Великобритания 31:7 Кения           | Победа               |
| 2016                 | Групповой этап       | Великобритания 21:19 Япония         | Победа               |
| 2016                 | Групповой этап       | Великобритания 21:19 Новая Зеландия | Победа               |
| 2016                 | Четвертьфинал        | Великобритания 5:0 Аргентина        | Победа               |
| 2016                 | Полуфинал            | Великобритания 7:5 ЮАР              | Победа               |
| 2016                 | Финал                | Великобритания 7:43 Фиджи           | Поражение            |
| 2020                 | Групповой этап       | Великобритания 24:0 Канада          | Победа               |
| 2020                 | Групповой этап       | Великобритания 34:0 Япония          | Победа               |
| 2020                 | Групповой этап       | Великобритания 7:33 Фиджи           | Поражение            |
| 2020                 | Четвертьфинал        | Великобритания 26:21 США            | Победа               |
| 2020                 | Полуфинал            | Великобритания 7:29 Новая Зеландия  | Поражение            |
| 2020                 | Матч за 3-е место    | Великобритания 12:17 Аргентина      | Поражение            |